# 藏中虎耳草
藏中虎耳草（学名：[Saxifraga signatella] 错误：{{Lang}}：文本有斜体标记（帮助）），为虎耳草科虎耳草属下的一个植物种。